# Religara alias Pachhiari
Religara alias Pachhiari là một thị trấn thống kê (census town) của quận Hazaribag thuộc bang Jharkhand, Ấn Độ.

## Nhân khẩu
Theo điều tra dân số năm 2001 của Ấn Độ, Religara alias Pachhiari có dân số 7470 người. Phái nam chiếm 53% tổng số dân và phái nữ chiếm 47%. Religara alias Pachhiari có tỷ lệ 61% biết đọc biết viết, cao hơn tỷ lệ trung bình toàn quốc là 59,5%: tỷ lệ cho phái nam là 69%, và tỷ lệ cho phái nữ là 51%. Tại Religara alias Pachhiari, 14% dân số nhỏ hơn 6 tuổi.